# Idaea andamanica
Idaea andamanica är en fjärilsart som beskrevs av Louis Beethoven Prout 1938. Idaea andamanica ingår i släktet Idaea och familjen mätare. Inga underarter finns listade i Catalogue of Life.